# Arboricaria
Arboricaria Bosmans, 2000 è un genere di ragni appartenente alla famiglia Gnaphosidae.

## Distribuzione
Le 5 specie note di questo genere sono state reperite nella regione paleartica: la specie dall'areale più vasto è la A. subopaca, reperita in varie località della regione paleartica.

## Tassonomia
Dal 2000 al 2015 questo genere non era stato ritenuto valido a causa dei seguenti dati di fatto: l'aracnologo Bosmans nel 2000 statuì questo nuovo genere, Arboricaria, includendovi quattro specie, senza però fornire alcuna prova che questi taxa formassero un genere affine ai Micaria e che quindi rientrasse nelle Micariinae; né fornì prove a sostegno che le specie rimanenti del genere Micaria potessero essere un gruppo parafiletico da cui si era estratto questo sottogruppo relativamente automorfico.
Nel 2016 l'aracnologo Mikhailov ha portato ampie considerazioni a sostegno di questa ipotesi per cui Arboricaria può essere considerato un genere a sé.
Le caratteristiche fisiche di questo genere sono state determinate dall'analisi degli esemplari tipo di Micaria cyrnea Brignoli, 1983.
Non sono stati esaminati esemplari di questo genere dal 2016.
Attualmente, a marzo 2016, si compone di 5 specie:
- Arboricaria brignolii Bosmans & Blick, 2000 — Portogallo, Francia
- Arboricaria cyrnea (Brignoli, 1983)[2] — Italia, Corsica, Grecia
- Arboricaria sociabilis (Kulczyński, 1897) — Europa centrale e meridionale, Azerbaigian, Russia
- Arboricaria subopaca (Westring, 1861) — Regione paleartica
- Arboricaria zonsteini Mikhailov, 2016 — Azerbaigian, Kirghizistan

### Sinonimi
- Arboricaria canestrinii (Roewer, 1951), trasferita dal genere Micaria e posta in sinonimia con A. sociabilis (Kulczyński, 1897) a seguito di un lavoro di Brignoli (1983b), quando apparteneva al genere Micaria[1].
- Arboricaria humilis (Kulczyński, 1885), trasferita dal genere Micaria e posta in sinonimia con A. subopaca (Westring, 1861) a seguito di un lavoro dell'aracnologo Wunderlich (1980h), quando apparteneva al genere Micaria.
- Arboricaria koeni Bosmans, 2000; posta in sinonimia con A. sociabilis (Kulczyński, 1897) a seguito di un lavoro di Mikhailov (2016a).